# Matt Nielsen
Matt Nielsen (nacido el 3 de febrero de 1978 en Penrith, Australia) es un exjugador de baloncesto australiano. Con 2,08 metros de estatura, jugaba en la posición de ala-pívot.

## Trayectoria deportiva

### Profesional
Jugador de gran poderío físico, tenacidad y lucha, que llegó a Valencia Basket mediada la temporada 2008-2009, procedente del Lietuvos Ryta. Con el equipo valenciano  fue campeón de la Eurocup 2010 y MVP de la final.
Con  Australia estuvo presente en los Juegos Olímpicos de Atenas 2004 y Pekín 2008. Ganó la medalla de oro en los Goodwill Games de 2001 y ganó la medalla de oro en el Campeonato de Oceanía en 2005.
En el año 2010 firmó por dos temporadas con el Olympiacos B.C., pero la segunda fue traspasado al Khimki Moscú Región donde jugó por dos temporadas y se retiró del baloncesto con 35 años.

## Palmarés
- 2002-03: Campeón NBL liga australiana con Sydney Kings
- 2003-04: Campeón NBL liga australiana con Sydney Kings
- 2005-06: Campeón LKN liga lituana con Lietuvos Rytas
- 2005-06: Campeón Liga Báltica con Lietuvos Rytas
- 2006-07: Campeón Liga Báltica con Lietuvos Rytas
- 2009-10: Campeón de la EuroCup  con Power Electronics Valencia
- 2.º Mejor quinteto de la Eurocup (2009)
- 2009-10: MVP de la Final a 4 de la Eurocup[3]